# Liste der Baudenkmale im Landkreis Vechta
Die Liste der Baudenkmale im Landkreis Vechta enthält die nach dem Niedersächsischen Denkmalschutzgesetz geschützten Baudenkmale im niedersächsischen Landkreis Vechta. 
Der Übersicht und Länge halber ist die Liste nach den Städten und Gemeinden des Landkreises separiert. Diese Einteilung findet sich in der folgenden Tabelle, in der zu jedem Eintrag, soweit möglich, ein exemplarisches Foto eines Baudenkmals aus der jeweiligen Stadt oder Gemeinde zu finden ist.
| Bild | Stadt/Gemeinde        | Karte | Liste                                            | Ortsteile |
| ---- | --------------------- | ----- | ------------------------------------------------ | --- |
|      | Bakum                 |       | Liste der Baudenkmale in Bakum                   | - Bakum - Büschel - Carum - Daren - Elmelage - Harme - Hausstette - Lohe - Lüsche - Molkenstraße - Vestrup - Westerbakum |
|      | Damme                 |       | Liste der Baudenkmale in Damme (Dümmer)          | |
|      | Dinklage              |       | Liste der Baudenkmale in Dinklage                | |
|      | Goldenstedt           |       | Liste der Baudenkmale in Goldenstedt             | |
|      | Holdorf               |       | Liste der Baudenkmale in Holdorf (Niedersachsen) | |
|      | Lohne (Oldenburg)     |       | Liste der Baudenkmale in Lohne (Oldenburg)       | |
|      | Neuenkirchen-Vörden   |       | Liste der Baudenkmale in Neuenkirchen-Vörden     | |
|      | Steinfeld (Oldenburg) |       | Liste der Baudenkmale in Steinfeld (Oldenburg)   | |
|      | Vechta                |       | Liste der Baudenkmale in Vechta                  | |
|      | Visbek                |       | Liste der Baudenkmale in Visbek                  | |